# Liste des monuments historiques de Rodez
Ce tableau présente la liste de tous les monuments historiques classés ou inscrits dans la ville de Rodez, Aveyron, en France.

## Liste
| Monument | Adresse                                                                        | Coordonnées                      | Notice         | Protection     | Date      | Illustration |
| --- | ------------------------------------------------------------------------------ | -------------------------------- | -------------- | -------------- | --------- | --- |
| Cathédrale Notre-Dame                                                                                                  | Place d'Armes rue Frayssinous place d'Estaing rue Salvaing place Adrien-Rozier | 44° 21′ 03″ nord, 2° 34′ 26″ est | « PA00094108 » | Classé         | 1862      | Cathédrale Notre-Dame                                                                                                |
| Château de Saint-Félix                                                                                                 |                                                                                | 44° 21′ 57″ nord, 2° 34′ 00″ est | « PA00094110 » | Inscrit        | 1984      | Château de Saint-Félix                                                                                               |
| Haras national (ancienne chartreuse)                                                                                   | rue Eugène-Loup                                                                | 44° 21′ 09″ nord, 2° 33′ 44″ est | « PA00094109 » | Inscrit        | 1942      | Haras national (ancienne chartreuse)                                                                                 |
| Église du Sacré-Cœur                                                                                                   | 36 avenue Tarayre                                                              | 44° 21′ 23″ nord, 2° 34′ 41″ est | « PA12000039 » | Inscrit        | 2005      | Église du Sacré-Cœur                                                                                                 |
| Église Saint-Amans | rue de la Madeleine                                                            | 44° 20′ 53″ nord, 2° 34′ 30″ est | « PA00094112 » | Inscrit        | 1943      | Église Saint-Amans                                                                                                   |
| Grand Hôtel Le Broussy (hôtel Mercure)                                                                                 | 1 avenue Victor-Hugo                                                           | 44° 21′ 03″ nord, 2° 34′ 20″ est | « PA12000055 » | Inscrit        | 2014      | Grand Hôtel Le Broussy(hôtel Mercure)                                                                                |
| Hôtel Bonald | 5bis, 7 rue de Bonald                                                          | 44° 21′ 07″ nord, 2° 34′ 33″ est | « PA00094243 » | Inscrit        | 1991      | Hôtel Bonald |
| Hôtel du Cheval Noir (Hôtel tour Maje)                                                                                 | 2 rue Girard                                                                   | 44° 20′ 56″ nord, 2° 34′ 23″ est | « PA00094114 » | Inscrit        | 1947      | Hôtel du Cheval Noir(Hôtel tour Maje)                                                                                |
| Hôtel de préfecture de l'Aveyron Hôtel Le Normant d'Ayssènes                                                           | Place Charles-de-Gaulle                                                        | 44° 20′ 58″ nord, 2° 34′ 29″ est | « PA00094132 » | Inscrit        | 1947      | Hôtel de préfecture de l'AveyronHôtel Le Normant d'Ayssènes                                                          |
| Hôtel Séguret | 24 rue de l'Embergue                                                           | 44° 21′ 07″ nord, 2° 34′ 37″ est | « PA00094115 » | Inscrit        | 1944      | Hôtel Séguret |
| Immeubles Hôtel de Jouéry                                                                                              | 3 rue Saint-Just                                                               | 44° 20′ 56″ nord, 2° 34′ 36″ est | « PA00094116 » | Classé         | 1944      | ImmeublesHôtel de Jouéry                                                                                             |
| Ancien collège des jésuites Chapelle de l'ancien collège des jésuites Cité administrative de Rodez                     | 2 place du Maréchal-Foch                                                       | 44° 21′ 02″ nord, 2° 33′ 50″ est | « PA00094111 » | Classé Inscrit | 1927 1973 | Ancien collège des jésuitesChapelle de l'ancien collège des jésuitesCité administrative de Rodez                     |
| Maison (porte et vantaux)                                                                                              | 4 place Adrien-Rozier                                                          | 44° 21′ 01″ nord, 2° 34′ 27″ est | « PA00094120 » | Inscrit        | 1947      | Maison(porte et vantaux)                                                                                             |
| Maison | 2 rue d'Armagnac                                                               | 44° 20′ 55″ nord, 2° 34′ 29″ est | « PA00094121 » | Inscrit        | 1950      | Maison |
| Maison | 4 rue d'Armagnac                                                               | 44° 20′ 55″ nord, 2° 34′ 28″ est | « PA00094122 » | Inscrit        | 1950      | Maison |
| Maison Trouillet | 2 rue du Bal                                                                   | 44° 20′ 55″ nord, 2° 34′ 28″ est | « PA00094123 » | Inscrit        | 1950      | Maison Trouillet |
| Maison | 1 rue de la Barrière                                                           | 44° 20′ 54″ nord, 2° 34′ 34″ est | « PA00094124 » | Inscrit        | 1947      | Maison |
| Hôtel Delauro Institut supérieur de recherche et de formation aux métiers de la pierre Maison des Compagnons du Devoir | 4 impasse Cambon                                                               | 44° 21′ 06″ nord, 2° 34′ 29″ est | « PA00094125 » | Inscrit        | 1947      | Hôtel DelauroInstitut supérieur de recherche et de formation aux métiers de la pierreMaison des Compagnons du Devoir |
| Maison | 19 rue de l'Embergue                                                           | 44° 21′ 06″ nord, 2° 34′ 36″ est | « PA00094232 » | Inscrit        | 1947      | Maison |
| Maison | 6 place Charles-de-Gaulle                                                      | 44° 20′ 59″ nord, 2° 34′ 30″ est | « PA00094128 » | Inscrit        | 1950      | Maison |
| Maison | 2 carrefour Saint-Étienne Passage Mazel                                        | 44° 20′ 59″ nord, 2° 34′ 32″ est | « PA00094130 » | Inscrit        | 1947      | Maison |
| Maison | 8 rue Sainte-Catherine                                                         | 44° 20′ 55″ nord, 2° 34′ 36″ est | « PA00094129 » | Inscrit        | 1947      | Maison |
| Maison des Anglais Maison de Guitard                                                                                   | Rue du Touat                                                                   | 44° 21′ 01″ nord, 2° 34′ 31″ est | « PA00094117 » | Classé         | 1862      | Maison des AnglaisMaison de Guitard                                                                                  |
| Maison de l'Annonciation                                                                                               | 2 rue Eugène-Viala                                                             | 44° 20′ 57″ nord, 2° 34′ 32″ est | « PA00094126 » | Classé         | 1976      | Maison de l'Annonciation                                                                                             |
| Maison d'Armagnac | Place de l'Olmet                                                               | 44° 20′ 55″ nord, 2° 34′ 30″ est | « PA00094118 » | Classé         | 1862      | Maison d'Armagnac |
| Maison de Benoît | 2 place d'Estaing                                                              | 44° 21′ 01″ nord, 2° 34′ 30″ est | « PA00094119 » | Classé         | 1944      | Maison de Benoît |
| Maison du Chapître | 2 rue Panavayre                                                                | 44° 21′ 01″ nord, 2° 34′ 26″ est | « PA00094127 » | Inscrit Classé | 1928 1938 | Maison du Chapître                                                                                                   |
| Palais épiscopal | 1 rue Frayssinous                                                              | 44° 21′ 06″ nord, 2° 34′ 27″ est | « PA00094113 » | Inscrit        | 2017      | Palais épiscopal |
| Pont de Layoule | Layoule                                                                        | 44° 21′ 12″ nord, 2° 34′ 52″ est | « PA00094131 » | Inscrit        | 1947      | Pont de Layoule |
| Presbytère | 6 impasse Cambon                                                               | 44° 21′ 06″ nord, 2° 34′ 36″ est | « PA00094133 » | Inscrit        | 1950      | Presbytère |